# سایوز تی‌ام‌ای-۲۲
سایوز-تی‌ام‌ای-۲۲ (به روسی: Союз )(به معنای اتحاد) یک مأموریت سرنشین دار سازمان ملی فضانوردی روسیه و نخستین مأموریت حامل فضانورد پس از بازنشته شدن شاتل‌های فضایی آمریکا به سمت ایستگاه فضایی بین‌المللی محسوب می‌شود.

این مأموریت آخرین پرواز فضاپیمای سایوزTMA محسوب می‌شود. همچنین فضاپیمای این مأموریت وظیفه ارسال و بازگرداندن تعدادی از فضانوردان گروه اعزامی ۲۹ و گروه اعزامی ۳۰ را نیز بر عهده داشت.

## خدمه مأموریت
| نام               | ملیت                | تعداد پرواز | نقش عملیاتی | تصویر |
| آنتون شکاپلروف    | روسیه               | ۱           | فرمانده     |       |
| آناتولی ایوانیشین | روسیه               | ۱           | مهندس پرواز |       |
| دنیل سی بربنک     | ایالات متحده آمریکا | ۳           | مهندس پرواز |       |

## نگارخانه

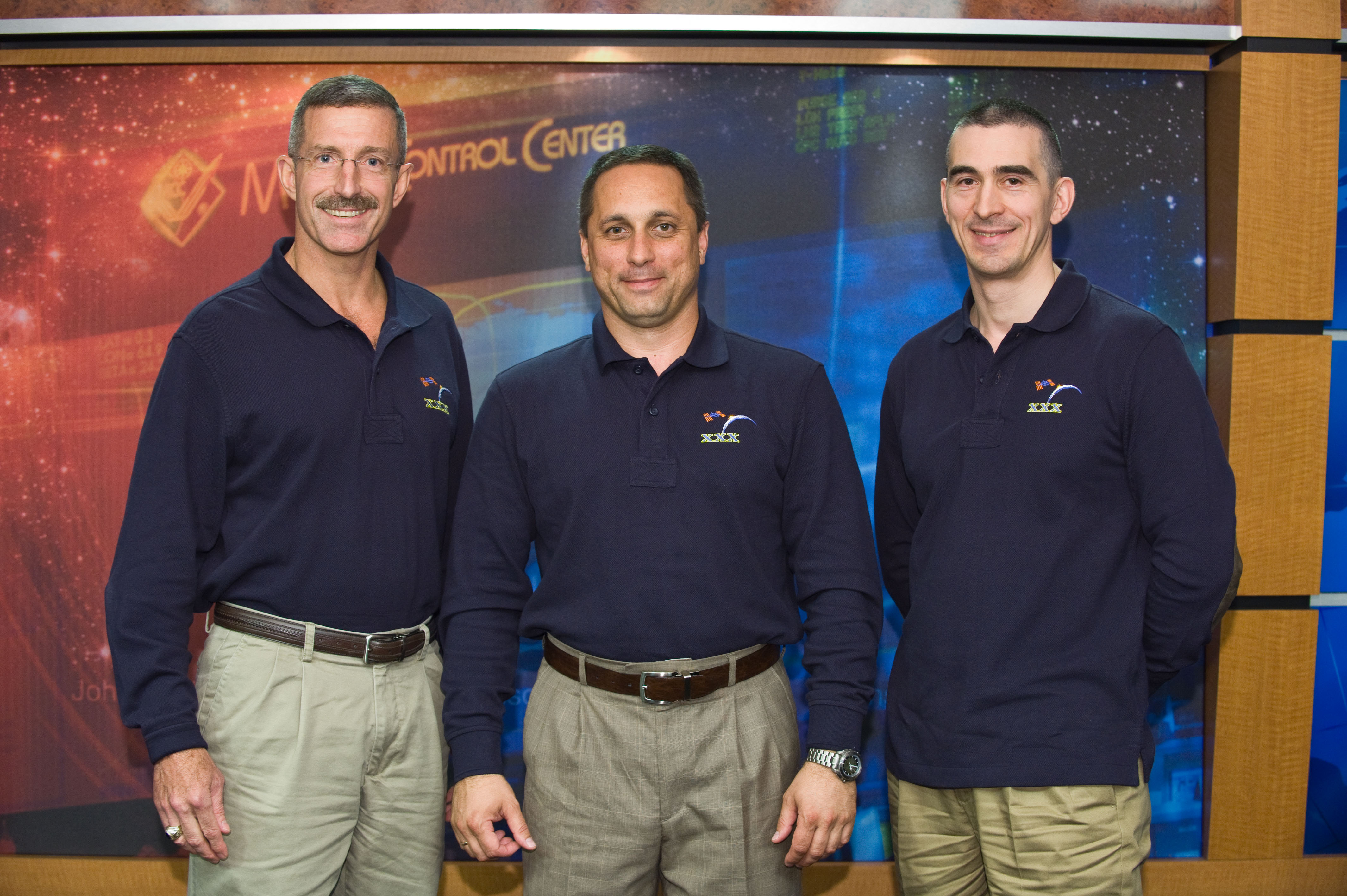
فضانوردان تی‌ام‌ای-۲۲
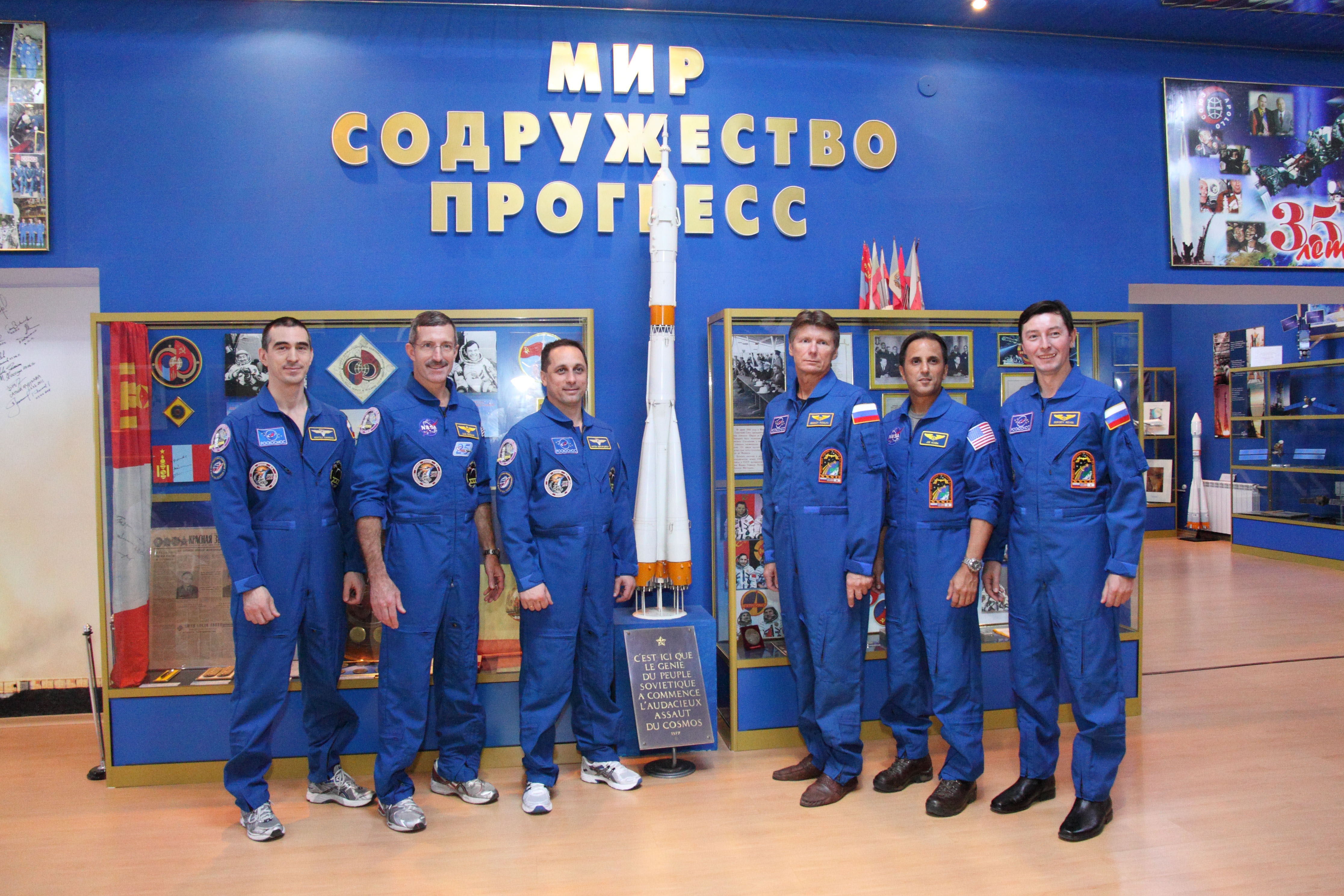
فضانوردان اصلی و پشتیبان تی‌ام‌ای-۲۲
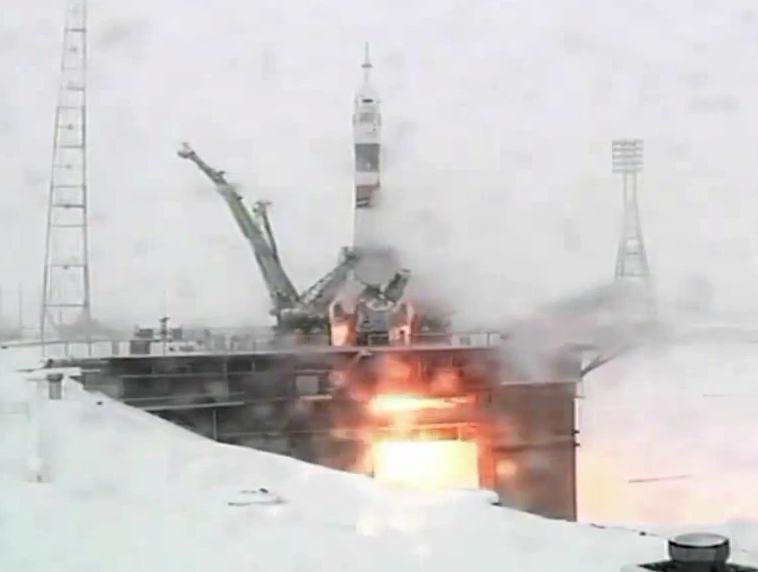
پرتاب تی‌ام‌ای-۲۲
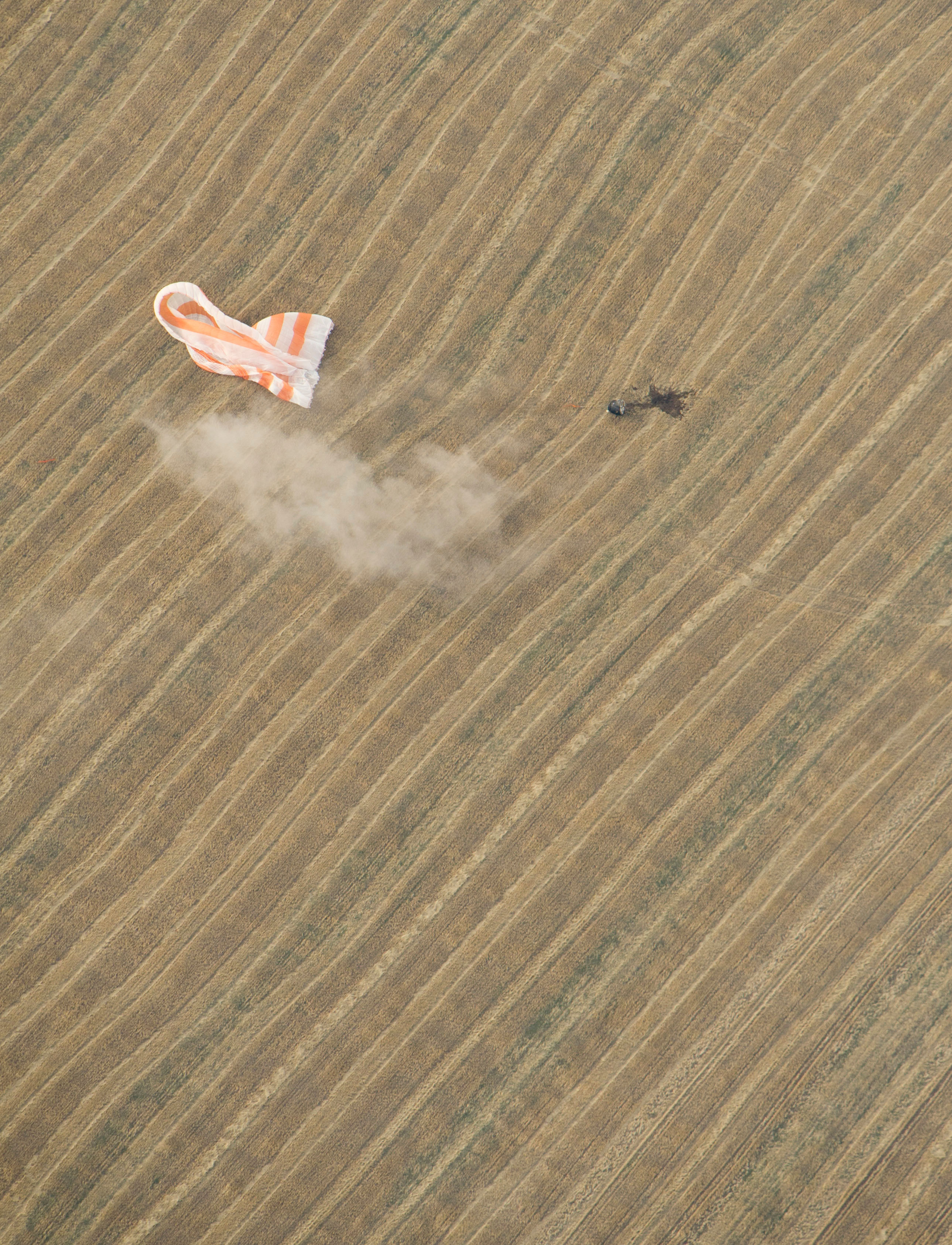
فرود تی‌ام‌ای-۲۲
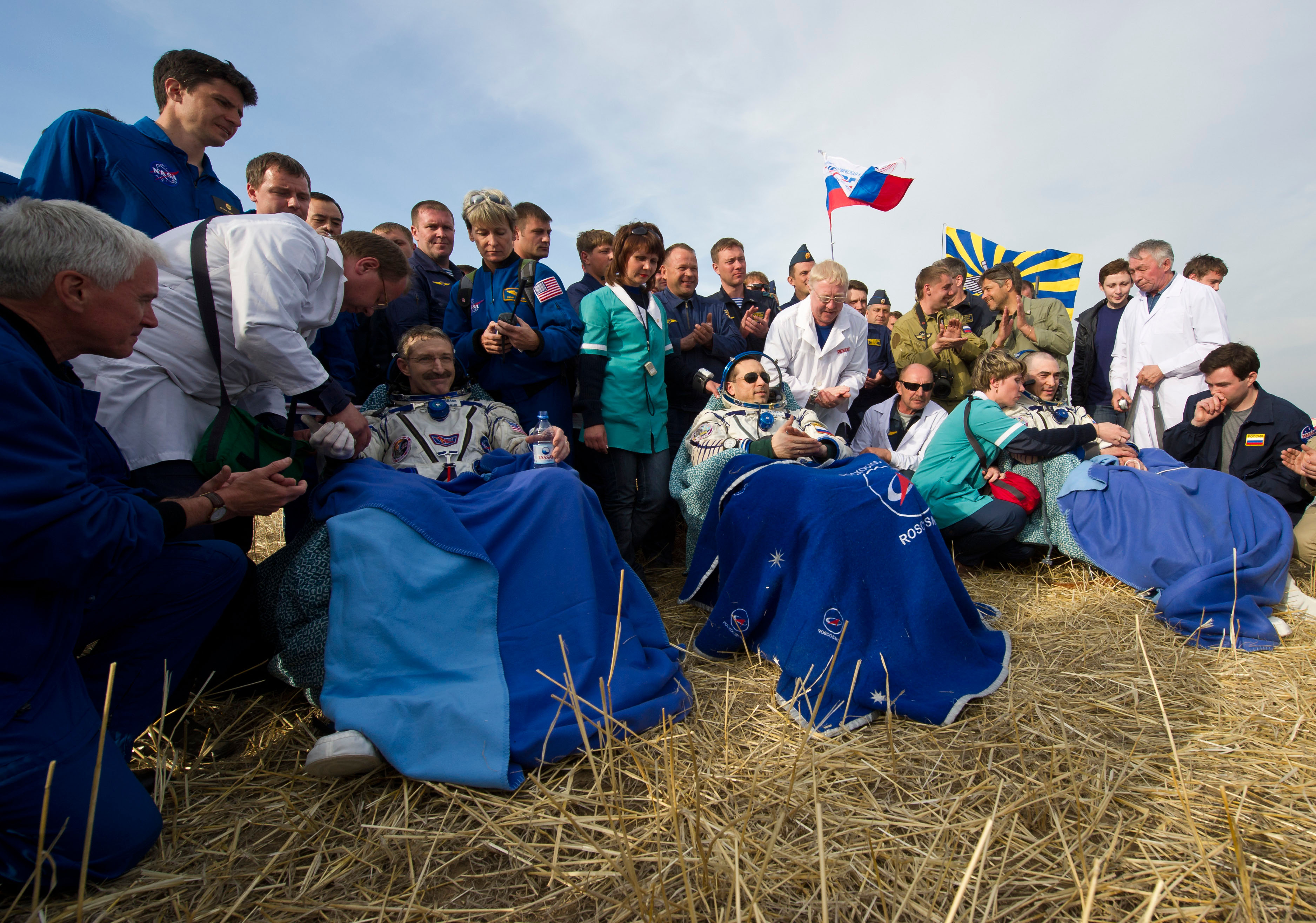
فضانوردان تی‌ام‌ای-۲۲ پس از فرود